# 스코티 매크리리
스코티 매크리리(Scotty McCreery, 1993년 10월 9일 ~ )는 미국의 가수로, 《아메리칸 아이돌 시즌 10》의 우승자이다.